# EN110
A EN 110 - Estrada da Beira-Rio, Estrada Verde ou popularmente conhecida por Estrada Velha de Coimbra é uma estrada nacional que integra a rede nacional de estradas de Portugal. Na sua totalidade liga Penacova ao Entroncamento.
O seu percurso acompanha o leito do Rio Mondego na sua margem direita. Possui ligações à EN2, estrada que faz a ligação do norte ao sul de Portugal. No percurso entre a Portela, em Coimbra, e a Ponte de Penacova a estrada é bastante sinuosa, tendo centenas de curvas, devido também ao traçado do rio, e à dificuldade do homem em vencer as montanhas.
Na sua chegada a Coimbra, passa sobre o traçado de caminho de ferro do Ramal da Lousã e atravessa o centro da cidade e a sua mais nobre praça - Largo da Portagem.
Grande parte da estrada deveria ter sido desclassificada devido à construção do IC3, no entanto, a construção de uma autoestrada com portagens não permitiu essa desclassificação.
A N 110 entre Penacova e Coimbra foi regionalizada.

## Variante do Avelar - reclassificada como parte da N110 em 2013
| Saídas | Direção                               | Estrada que liga |
| ------ | ------------------------------------- | ---------------- |
|        | Avelar sul                            |                  |
|        | Pombal Figueira da Foz Castelo Branco | IC8              |
| Cruz.  | Avelar norte                          |                  |

## Galeria

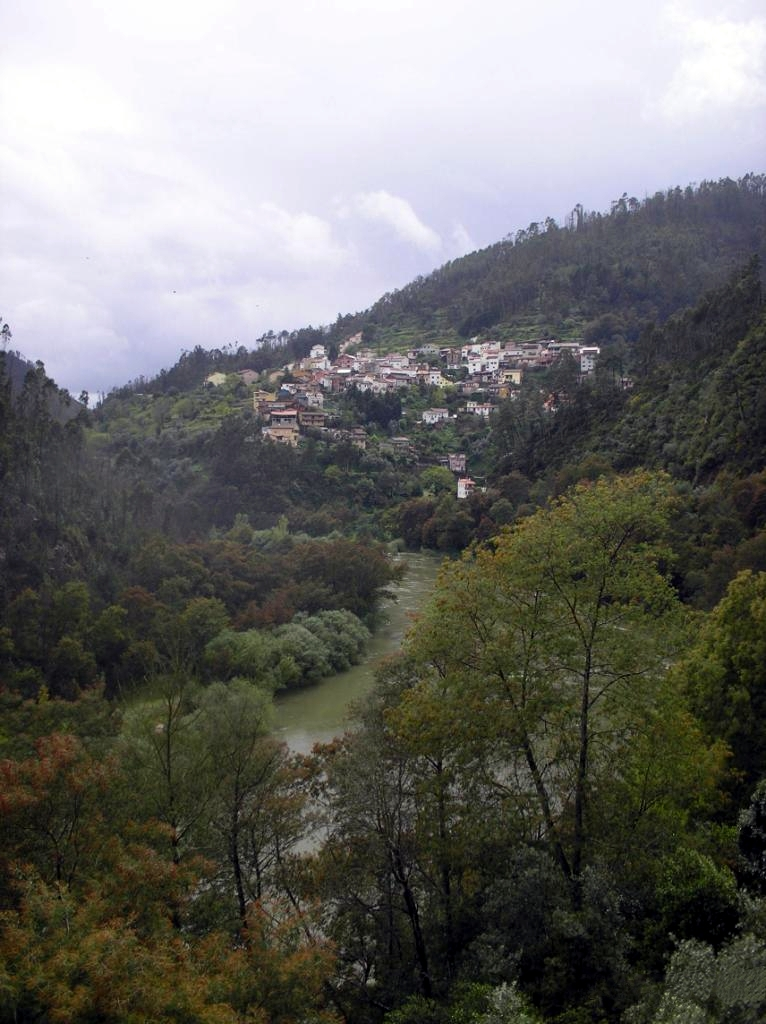
Paisagem de um dos pontos de vista da estrada EN110
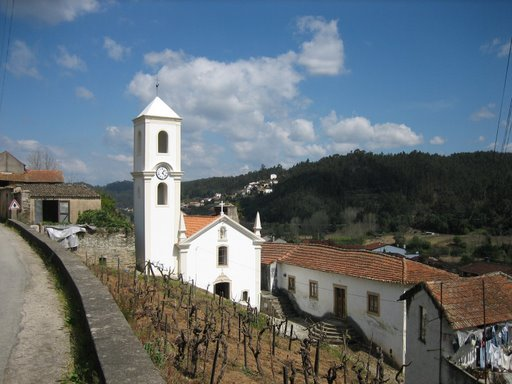
Capela de Santo António em Rebordosa, Lorvão vista da EN110